# Блажес, Валентин Владимирович
Валентин Владимирович Блажес (29 февраля 1936 — 26 января 2012) — советский и российский литературовед, фольклорист. Доктор филологических наук (1990), профессор (1992) филологического факультета Уральского государственного университета им. А. М. Горького.

## Биография
Родился в д. Введеновка Серышевского района Амурской области в 1936 году.
В 1963 году окончил филологический факультет УрГУ. В 1971 году защитил кандидатскую диссертацию «Народная проза о Ермаке (уральский вариант XVI—XX вв.)». Заведовал кафедрой фольклора и древней литературы. С 1988 по 2004 год был деканом филологического факультета УрГУ. В 1990 году в МГУ защитил докторскую диссертацию «Сатира и юмор в дореволюционном фольклоре рабочих Урала» (официальные оппоненты А. А. Горелов, А. И. Лазарев и Б. П. Кирдан).
С 1993 года был главой Фольклорной экспедиции Уральского университета, с 1994 по 1999 год г. возглавлял ученый совет Объединённого музея писателей Урала. Был членом Головного совета по филологическим наукам Российской Федерации.
Скончался 26 января 2012 года в Екатеринбурге. Похоронен на Широкореченском кладбище.

## Научная деятельность
Научные интересы лежали в области древнерусской литературы, фольклоризма литературы и фольклористики. Исследовал Ремезовскую, Строгановскую, Есиповскую, Кунгурскую летописи и другие исторические повести XVII—XVIII вв., написал цикл статей по историческим, топонимическим, семейно-родовым преданиям. Изучал русский народный эпос, в частности классический сборник «Древние российские стихотворения, собранные Киршею Даниловым». С 1959 г. занимался полевой фольклористикой. Руководил научным проектом «Компьютеризация фольклорного архива УрГУ». Автор трудов по творчеству П. П. Бажова, теории и истории рабочего фольклора. Исследовал народный этикет, речевое поведение и их отражение в фольклоре, поэтику фольклора в историческом аспекте, письменный фольклор.
Лауреат литературной премии имени Павла Бажова (2008).

## Основные работы
- Содержательность художественной формы русского былевого эпоса Архивная копия от 29 апреля 2014 на Wayback Machine: учеб. пособие по спецкурсу для филол. фак. — Свердловск: Урал. гос. ун-т, 1977. — 80 с.
- Блажес В. В. Бажов и рабочий фольклор : Учебное пособие по спецкурсу для студентов филологического факультета. — Свердловск: Уральский гос. ун-т им. А. М. Горького, 1982. — 104 с.
- Сатира и юмор в дореволюционном фольклоре рабочих Урала Архивная копия от 29 апреля 2014 на Wayback Machine. — Свердловск: Изд-во Урал. ун-та, 1987. — 202 с.
- Бажовская энциклопедия / Редакторы-составители В. В. Блажес, М. А. Литовская. — Екатеринбург : Издательский  дом  «Сократ», 2014. — 640 с. — 2000 экз. — ISBN 978-5-88664-454-8.

Статьи
- Блажес В. В. Рабочие предания родины П. П. Бажова // Фольклор Урала. — Свердловск: Урал. гос. ун-т, 1983. — Вып. 7: Бытование фольклора в современности (на материале экспедиций 60-80 годов). — С. 5–22.